# Alberto Guglielmotti
Padre Alberto Guglielmotti, O.P., nato Francesco Maria (Civitavecchia, 3 febbraio 1812 – Roma, 31 ottobre 1893), è stato un religioso, teologo e storico italiano, interessato alle scienze fisiche e naturali, filologo ed erudito della storia della marina militare nonché bibliotecario casanatense e accademico corrispondente della Crusca e dei Lincei.
Sue opere particolarmente note sono la grande e dettagliata storia della Marina pontificia (Storia della Marina pontificia, 10 voll., Roma, 1886-1893) e il Vocabolario marino e militare (1889).

## Biografia
Nato da Lorenzo e Reginalda Pallini, per la sua formazione culturale fu importante l'ambiente familiare e la sua residenza durante l'infanzia e la giovinezza a Civitavecchia. Dalla professione del padre, ufficiale di marina e console della città marinara di Ragusa, e dalla città natale, porto base della marina da guerra pontificia contro le incursioni saracene, gli si originò l'interesse per la storia della marineria militare.
Entrato nell'ordine dei Domenicani nel 1827, laureatosi in filosofia e teologia nel 1837 presso il collegio di San Tommaso fu nominato insegnante di scienze nel medesimo collegio dove attrezzò un gabinetto scientifico costruendo anche, di sua propria mano, alcuni strumenti di precisione.
Dopo la nomina a teologo casanatense nel 1860 fu eletto provinciale dei domenicani della provincia romana, carica che esercitò fino al 1862, anno dal quale si dedicò agli studi di storia navale e di filologia.
A causa delle critiche sulla composizione stilistica rivolte alla sua prima opera  Le missioni cattoliche nel Regno del Tonchino (1844) Guglielmotti ritirò il libro e si mise a studiare la grammatica, gli autori classici e le lingue arrivando infine alla filologia, soprattutto per l'analisi dei termini riguardanti il linguaggio marittimo e militare.
Quasi naturalmente, poi, il suo interesse si estese dalle ricerche sulla marina militare pontificia anche alla storia delle fortificazioni costiere romane.
Con la pubblicazione del Marc'Antonio Colonna alla battaglia di Lepanto (1862) il nome di Guglielmotti divenne noto e s'inserì nel clima patriottico immediatamente postrisorgimentale a cui l'autore contribuiva rivendicando le glorie della marina militare degli stati italiani pre-unitari nella guerra contro i pirati: una storia che andava ad accrescere e valorizzare la istituzione della nuova regia marina militare italiana che poteva ora rifarsi non solo alla limitata tradizione della marina sarda.
La sua fama di erudito storico esaltante le imprese marinare italiane divenne tale che al ritorno da un suo viaggio concluso a La Spezia venne «ricevuto a bordo delle navi da guerra, su ordine del ministro della Marina, con gli onori riservati agli ammiragli.»
La descrizione inoltre delle imprese della marina da guerra pontificia riusciva gradita anche al Papato, che a seguito della privazione del potere temporale, poteva ora rivendicare la funzione positiva e i meriti di quella forza materiale messa al servizio dei suoi sudditi. Per questo Leone XIII dispose che la Tipografia Vaticana stampasse una nuova edizione della Storia della Marina pontificia in dieci volumi più un atlante (1886-1893).
Anche lo Stato italiano non fu da meno e lo stesso Umberto I ordinò 200 copie, e ne fece sottoscrivere al ministero della Marina altre 150, dell'altra famosa opera del padre Guglielmotti: il Vocabolario marino e militare a cui precedentemente il ministero della Pubblica Istruzione, per mancanza di fondi, aveva negato il suo contributo.
Nelle intenzioni di Guglielmotti il vocabolario assumeva una funzione nazionale nel «rimettere in fiore le voci e le frasi del linguaggio marino e militare usato a Roma, a Pisa, a Livorno e per tutta la penisola, onorata e non piccola parte del nostro patrimonio artistico e letterario» liberando la marineria italiana «dalla miseria e dalla vergogna di andare adottando pel mondo voci e frasi o servili o straniere o inutili».
Alle onoranze per la morte di Guglielmotti, avvenuta a Roma il 31 ottobre 1893, si associò il re e la regia Marina annunziò la sua scomparsa al primo posto dell'ordine del giorno del 1º novembre.
Il suo nome fu attribuito a due sommergibili affondati nella prima e nella seconda guerra mondiale.

## Opere
- Le missioni cattoliche nel Regno del Tonchino (1844)
- Vocabolario marino e militare
- Storia della Marina pontificia, 10 voll.:
  - v. 1. Storia della marina pontificia nel Medio Evo, dal 728 al 1499
  - v. 2. Storia della marina pontificia nel Medio Evo, dal 728 al 1499
  - v. 3. La Guerra dei Pirati, 1500-1560
  - v. 4. La Guerra dei Pirati, 1500-1560
  - v. 5. Fortificazioni nella spiaggia romana
  - v. 6. Marcantonio Colonna alla Battaglia di Lepanto (1570-1573)
  - v. 7. La squadra permanente della marina romana, 1573-1644
  - v. 8. La squadra ausiliaria a Candia ed alla Morea, 1644-1699
  - v. 9. Gli ultimi fatti della squadra romana, da Corfù all'Egitto, 1700-1807
  - v. 10. Atlante delle cento tavole descritte nei dieci libri delle fortificazioni (1458-1570).